# Parentias
Parentís (en francès Parentis-en-Born) és un municipi francès situat al departament de les Landes i a la regió de la Nova Aquitània.
Té el jaciment de petroli més gran de l'Europa continental.

## Demografia
| 1962                                       | 1968  | 1975  | 1982  | 1990  | 1999  | 2007  |
| ------------------------------------------ | ----- | ----- | ----- | ----- | ----- | ----- |
| 2.490                                      | 3.769 | 4.036 | 4.076 | 4.056 | 4.430 | 4.951 |
| Des de 1962: població sense dobles comptes |       |       |       |       |       |       |

## Administració
| Període   | Identitat             | Partit |
| --------- | --------------------- | ------ |
| 1965-1989 | André Mirtin          | RPR    |
| 1989-2008 | Paul Grimberg         | PS     |
| 20089-    | Christian Ernandorena | UMP    |

## Agermanaments
- Ribadeo
- Sălătrucu